# Sandra Nurmsalu
Sandra Nurmsalu (Alavere, 6. prosinca 1988.), estonska pjevačica i violinistica, glavni vokal estonskog glazbenog sastava Urban Symphony. 
Rođena je 1988., a školu je pohađala u gradu Alavere. Punih je 10 godina učila violinu i klasičnu glazbu, no glazbeni počeci su joj vezani uz estonsku narodnu glazbu i sastav Pillipiigad, gdje je u 7 godina koliko je bila u sastavu, održala koncerte diljem Estonije i Europe. Tri godine je bila članica sastava Virre, još jednog estonskog narodnog sastava. Sudjelovala je i na poznatom estonskom talent-showu Kaks takti ette, a 2008. je završila studije na prestižnom estonskom konzervatoriju Georg Ots u Tallinnu gdje je diplomirala kao jazz i pop pjevačica.
Godine 2007. postaje glavni vokal sastava Urban Symphony s kojim je osvojila 1. mjesto na estonskom natjecanju Eurolaul 2009. i time izborila pravo da predstavlja Estoniju na Eurosongu 2009. Nakon nastupa u drugom polufinalu, Urban Symphony je uspio izboriti nastup u finalu, što je bio prvi put za Estoniju otkada su uvedena polufinala na Eurosong. U finalu je sastav pjevao 15., a nakon zbrojenih glasova dobili su 129 bodova čime su zauzeli izvrsno 6. mjesto.